# Camaroneros de Salina Cruz
Camaroneros de Salina Cruz (spanisch für Krabbenfischer) ist ein ehemaliger mexikanischer Fußballverein aus Salina Cruz, Oaxaca, der in den späten 1980er-Jahren über 3 Spielzeiten hinweg in der seinerzeit noch zweitklassigen Segunda División vertreten war.

## Geschichte
Der 1981 gegründete Verein startete zunächst in der Tercera División und trug seine Heimspiele im etwa zur selben Zeit errichteten Estadio Heriberto Kehoe Vincent aus.
1987 erwarb der Verein die Lizenz der gerade in die zweite Liga aufgestiegenen Cachorros Neza und war in den folgenden 3 Spielzeiten in der Segunda División vertreten, die regelmäßig auf dem vierten Platz der jeweiligen, aus 5 Mannschaften bestehenden, Gruppe beendet wurden. 1987/88 erzielten die Camaroneros 9 Siege, 15 Remis und 14 Niederlagen und mussten sich anschließend in der Relegationsrunde behaupten, die sie mit der beeindruckenden Bilanz von 5 Siegen und einem Remis abschlossen und sich somit den Klassenerhalt sicherten. 1988/89 erzielten die Camaroneros eine ausgeglichene Bilanz mit jeweils 10 Siegen und Niederlagen sowie 18 Remis, während die Saison 1989/90 mit 12 Siegen, 18 Niederlagen und 8 Remis beendet wurde. Obwohl die Mannschaft auch in dieser Spielzeit die Klasse hielt, musste sie sich aufgrund des Lizenzverkaufs an Real Celaya aus der zweiten Liga verabschieden, in die man später auch nie wieder zurückkehren sollte.

## Bekannte Fußballspieler
Der wohl bekannteste Spieler in Reihen der Camaroneros war in der Saison 1988/89 der siebenmalige mexikanische Nationalspieler Guadalupe Castañeda, der 1992 mit dem Club León und 1997 mit dem CD Cruz Azul die mexikanische Fußballmeisterschaft gewann.

## Camaroneros oder Petroleros?
In den verlinkten Saisonartikeln der Rec.Sport.Soccer Statistics Foundation (RSSSF) wird der Verein stets als Petroleros de Salina Cruz bezeichnet. Dies ist eine Anspielung auf die mexikanische Erdölwirtschaft, weil der Mineralölkonzern PEMEX 1979 in Salina Cruz eine Erdölraffinerie fertiggestellt hat und zur selben Zeit der Bau eines Fußballstadions unter der Leitung der Erdölarbeitergewerkschaft Sindicato de Trabajadores Petroleros in Angriff genommen wurde. Doch in allen anderen bekannten Quellen, vor allem den mexikanischen Medien, wird er stets als Camaroneros de Salina Cruz bezeichnet.